# Villa del Campo, Spanien
Villa del Campo är en kommunhuvudort i Spanien.   Den ligger i provinsen Provincia de Cáceres och regionen Extremadura, i den centrala delen av landet, 230 km väster om huvudstaden Madrid. Villa del Campo ligger 476 meter över havet och antalet invånare är 615.
Terrängen runt Villa del Campo är platt åt sydväst, men åt nordost är den kuperad. Runt Villa del Campo är det ganska tätbefolkat, med 54 invånare per kvadratkilometer. Närmaste större samhälle är Montehermoso, 8,9 km sydost om Villa del Campo. Omgivningarna runt Villa del Campo är huvudsakligen savann.